# Dějiny Kypru

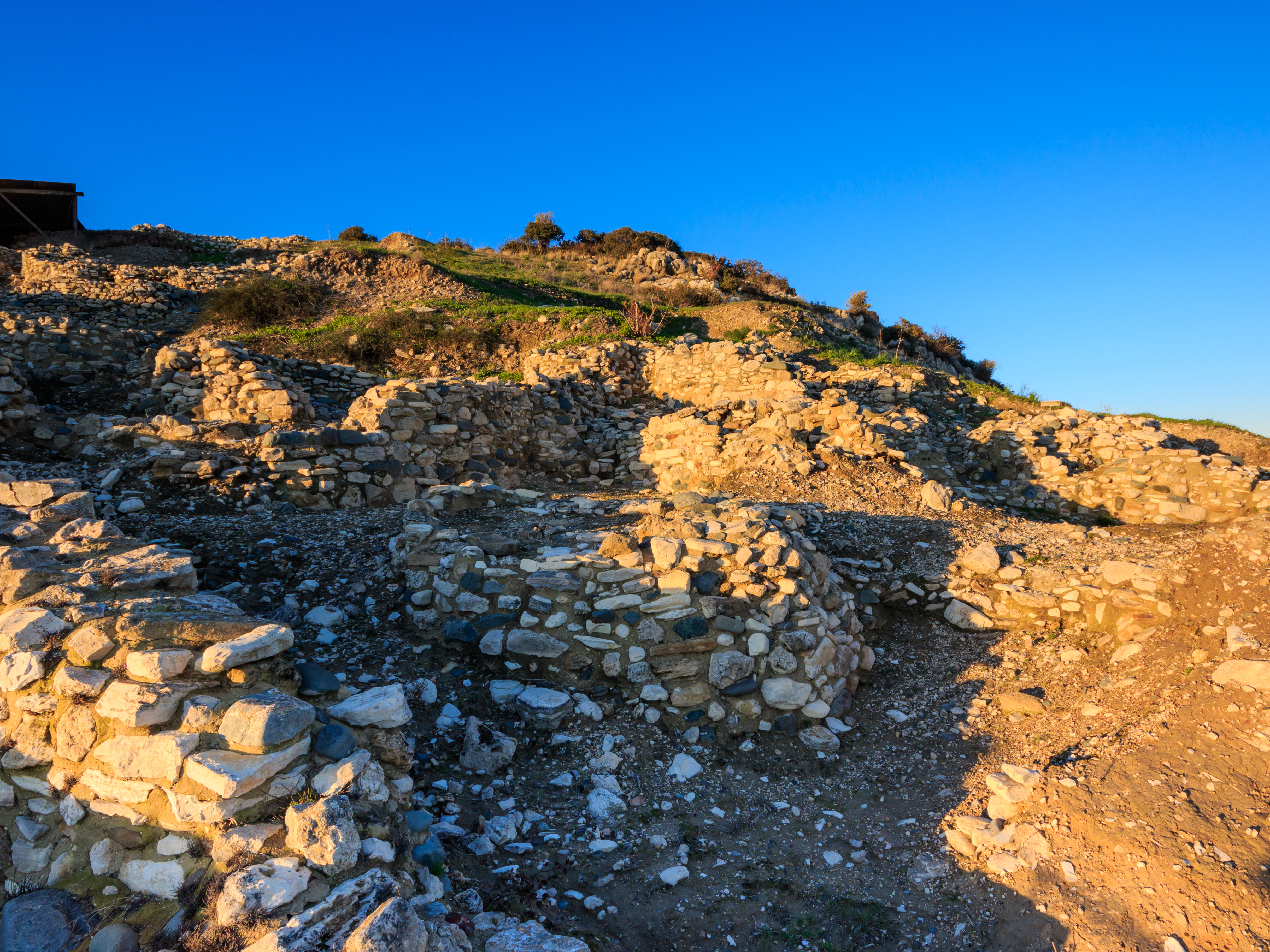
Zbytky budov dochované v nalezišti Choirokoitia z doby kamenné z neolitu. Jedná se o jedno z nejstarších takto dochovaných nalezišť na světě.

Dějiny Kypru jsou propojené zejména s dějinami Řecka. Pozůstatky zemědělské společnosti pocházejí již z období neolitu. Ve 14. století před naším letopočtem se Kypr dostal do závislosti na Chetitské říši. Od 13. století př. n. l. probíhala řecká kolonizace, později i kolonizace fénická. Během 1. tisíciletí př. n. l. byl ostrov postupně helenizován a stal se součástí řecké kultury a přijal řečtinu. V 8. a 7. století př. n. l. se dostal do závislosti na Novoasyrské říši, v 6. století př. n. l. na egyptské Nové říši, v roce 525 př. n. l. na Perské říši.
Během tažení Alexandra Velikého se Kypr přidal na Alexandrovu stranu. Po jeho smrti v boji o ostrov zvítězil Ptolemaiovský Egypt, po jehož pádu se Kypr stal součástí Římské a později Byzantské říše. Od 7. do 10. století o ostrov soupeřila Byzantská říše a Arabové. Zvítězila Byzantská říše, ale roku 1185 se ostrova zmocnil povstalec Izák Komnenos. V roce 1191 během třetí křížové výpravy dobyl ostrov anglický král Richard I. Lví srdce a o rok později vzniklo Kyperské království, které roku 1489 anektovala Benátská republika.
V roce 1571 ostrov dobyla Osmanská říše, která ho od roku 1878 pronajímala Spojenému království, které ho roku 1914 anektovalo. V roce 1960 získal Kypr nezávislost, avšak roku 1974 na Kypr opět zaútočili Turci a dodnes okupují severní část ostrova.

## Doba kamenná

### Paleolit
Kypr byl lidmi osídlen v paleolitu. Na Kypru žili trpasličí sloni druhu Palaeoloxodon cypriotes (výskyt pouze zde) a trpasličí hroši Hippopotamus minor.

### Mezolit
První prokazatelné lidské osídlení pochází z 9. tisíciletí př. n. l. z místa Aetokremnos v jižní části ostrova. Lidé na ostrov importovali psa domácího, prase domácí, kozu domácí, tura domácího a také divoce žijící lišky obecné a daňka mezopotámského. Obyvatelé si stavěli kulaté domy z teraca z páleného vápna. Pěstovali pšenici.

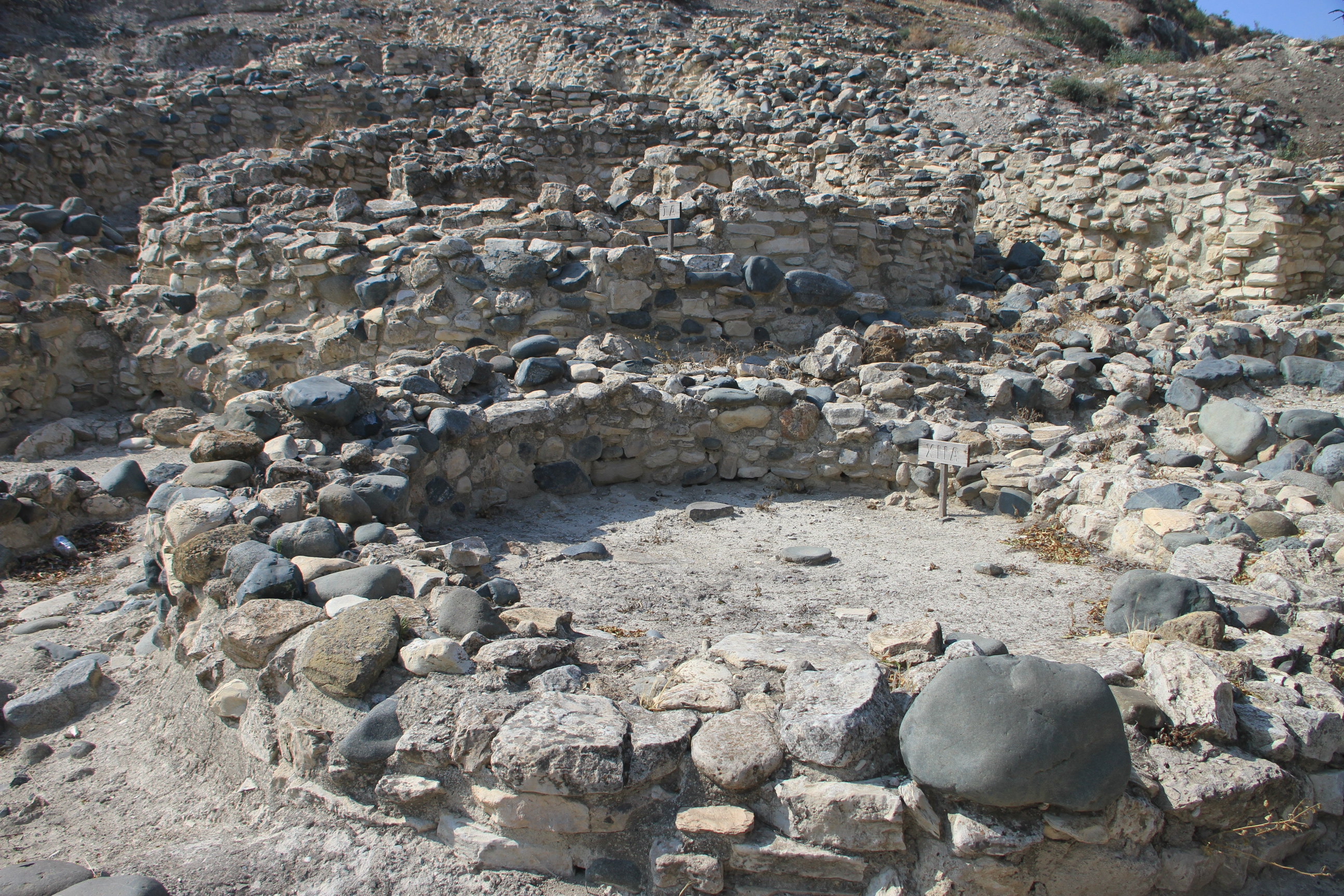
Naleziště kulatých budov v Choirokoitě.

V západní části ostrova poblíž města Pafos archeologové z Edinburské univerzity nalezli celkem šest studen, které patří k nejstarším na světě. Radiokarbonová metoda zjistila, že pochází z doby mezi lety 8500 př. n. l. a 7000 př. n. l., tedy koncem mezolitu či začátkem neolitu. Na dně jedné ze studen byla nalezena kostra mladé ženy.

### Neolit
Na ostrově byl nalezen neolitický hrob datovaný přibližně k roku 7 500 před naším letopočtem, v němž byli společně pohřbeni člověk a kočka. Před tímto nálezem se myslelo, že kočky jako první chovali starověcí Egypťané kolem roku 2000 před naším letopočtem.
Ze šestého tisíciletí před naším letopočtem z období neolitu (cca 8000–5000 př. n. l.) se dochovaly zbytky stěn domů v archeologické lokalitě Choirokoitia. Jedná se o jednu z nejstarších obdobně zachovaných památek na celém světě. Ekonomika byla založena na chovu prasat, ovcí a koz.

Blízký východ v roce 1 200 př. n. l. Růžově je zobrazena Chetitská říše, na niž byl Kypr (Alašija) závislý. Žlutou barvu má egyptská Nová říše, světle modrou vznikající řecká civilizace.

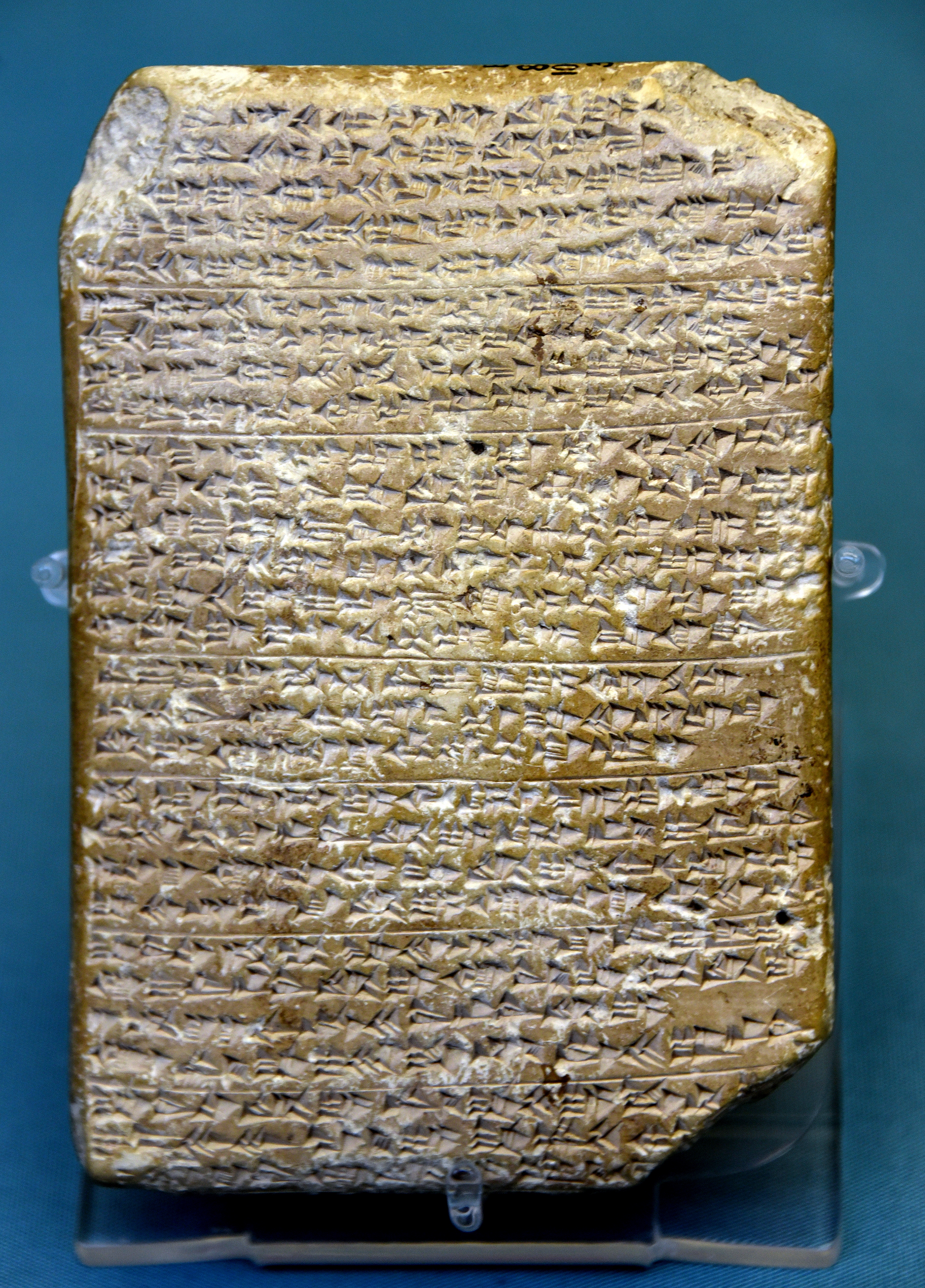
Jeden z El-amarnských dopisů od krále státu Alashiya (pravděpodobně Kypru) faraonovi egyptské Nové říše (zřejmě Achnatonovi) přibližně z roku 1350 př. n. l., nalezený v El Amarně v Egyptě.

## Doba bronzová
Z doby bronzové se dochovaly artefakty v archeologické lokalitě Sotira Kaminoudhia poblíž současného města Lemesu. Dle datování C-14 bylo místo osídleno přibližně letech 2600 až 1950 před naším letopočtem. Kultura z počátku doby bronzové je na Kypru též nazývána philijská kultura. Zatímco v době kamenné byly domy kulaté, v době bronzové měly tvar obdélníku. V místě byla nalezena měď i keramika. Na místě byl objeven i hřbitov. Součástí výbavy některých hrobů byly též výrobky z keramiky.
Z doby bronzové pochází například město Enkomi. Na Kypru se těžila měď a obchodovalo se s ní. Od 15. století před naším letopočtem je doloženo pojmenování Kypru v řečtině, zapsané v lineárním písmu B, kterým se v pozdním mykénském období psalo v Řecku. Původním písmem na Kypru byla místní varianta řeckého, dosud nerozluštěného, lineárního písma A, kterou se zapisoval původní kyperský jazyk, který mohl přežít až do 4. století př. n. l., kdy byl zcela nahrazen řečtinou.
Ze 13. století př. n. l. jsou dochovány brány, velké úřední budovy, sklady určené pro olivový olej (např. ve městech Maroni či Kalavasos, obojí jsou dnes vesnice s cca sedmi sty obyvateli). Budovy jsou stavěné z kvádříkového zdiva. Naleziště chrámů z této doby jsou Myrtou-Pigadhes, Kouklia. Enkomi a Kition. Kyperské domy z té doby jsou nejvíce podobné těm z Ugaritu v dnešní Sýrii. Z textů z Ugaritu je známé asyrské jméno Kypru „Ya“.
Měděné ingoty z vraků lodí (např. vrak z Uluburun) svědčí o námořním mezinárodním obchodu s kovy.

### Chetitská říše, Egypt a Alashiya
V pozdní době bronzové byl ostrov závislý na Chetitské říši. Jednalo se o mocnou regionální velmoc, která vznikla v 17. století př. n. l. ve východní Anatolii a ovládala část dnešního Turecka, Sýrie a Libanonu. Chetité však příliš nezasahovali do vnitřních záležitostí Kypru. Tehdejší texty zmiňují království Alashiya, což byl tehdejší název pro Kypr či pro část Kypru. Na základě výzkumu El-amarnských dopisů (dopisy mezi egyptskými faraony a jinými zeměmi nalezené v Achetatonu ve středním Egyptě) převažuje názor, že Kypr byl významným zdrojem mědi pro Egypt. V jednom z El-amarnských dopisů faraon nazývá krále Alashiye jako „bratra“, tedy sobě rovného.
Za vlády panovníka Tudḫaliye I., který vládl Chetitské říši začátkem 14. století př. n. l., Chetité ostrov napadli a ovládli. Kypr byl pro Chetity výhodný jakožto zdroj mědi. Poslední známý chetitský vládce Šuppiluliuma II. vyhrál kolem roku 1 200 př. n. l. bitvu u východního pobřeží Kypru.
Ze 13. století př. n. l. se na jednom z dopisů poslaných z Kypru do Ugaritu v dnešní Sýrii zachovalo nejstarší známé jméno kyperského vládce. Jmenoval se „Kushmeshusha“, což je zřejmě jméno v původním kyperském jazyce, nikoliv v řečtině.

## Kypr jako součást starověkého Řecka

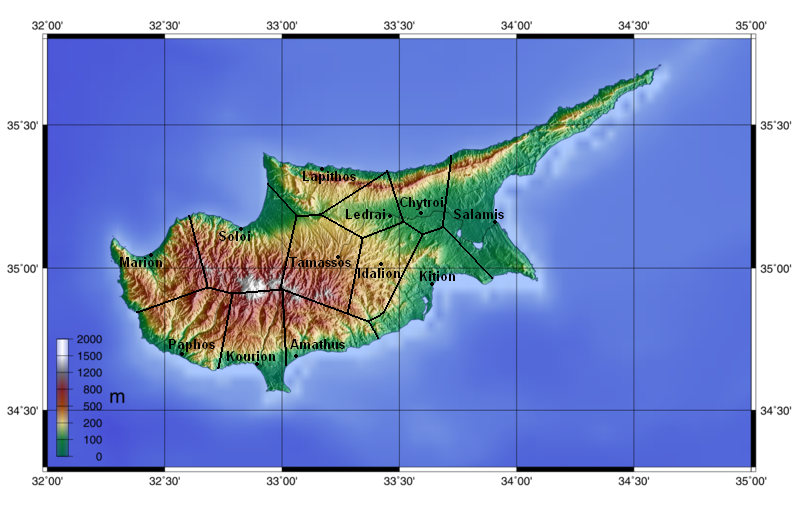
Mapa království na Kypru.

### Řecká kolonizace
Ačkoliv Achájští Řekové žili na ostrově již ve 14. století př. n. l., větší řecká migrace probíhala až po trójské válce. Kypr byl jedním z prvních míst, kde proběhla řecká kolonizace. Achájové přicházeli kolem roku 1210 př. n. l., Dórové v 11. století př. n. l. Později docházelo k dalším vlnám řecké kolonizace ostrova, což dokazují mykénské vlivy v keramice a nové typy hrobů. Podobně jako v Řecku se na Kypru budovaly Kyklopské zdi.

Mapa Novoasyrské říše za vlády krále Aššurbanipala (vládl v letech 669–631 př. n. l.). Kypr byl její součástí od roku 709 př. n. l. do roku 627 př. n. l.

Po helenizaci ostrova se zde nacházely městské státy. Nejvíce dochovaných památek se nachází ve městě Salamis na východním pobřeží. Postupně se Kypr stal místem s řeckou kulturou, kde se mluvilo řecky, avšak kvůli vzdálenosti od zbytku řeckého území často spadal pod nadvládu velkých říší.

### Fénická kolonizace
Přítomnost Féničanů původem z dnešního Libanonu byla prokázána v Kitionu a začala v 11. století př. n. l. Toto město spadalo pod vládu fénického městského státu Tyros na území dnešního Libanonu.

### Součást Novoasyrské říše

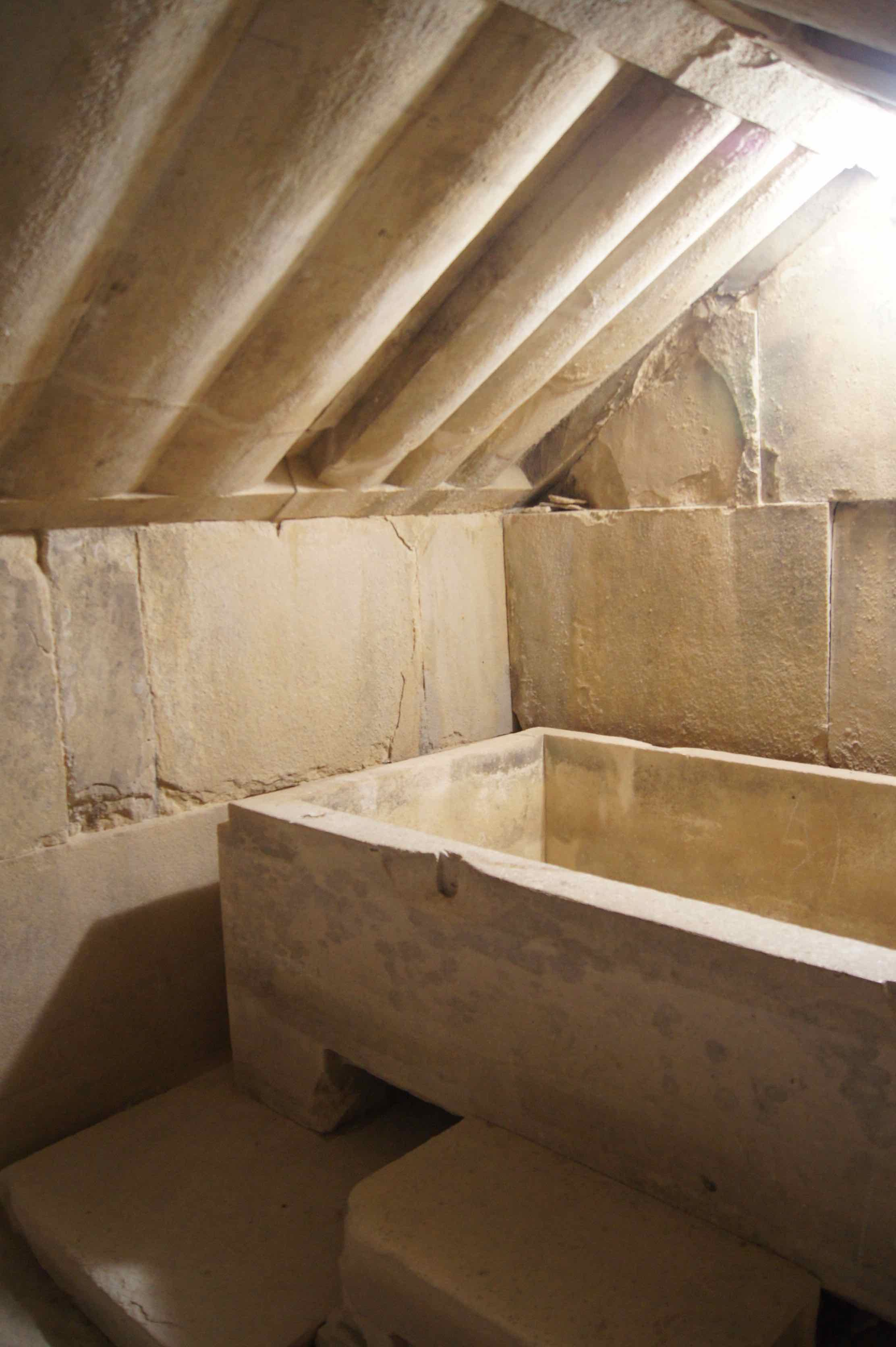
Roku 627 př. n. l. po smrti posledního mocného asyrského krále Ašurbanipala se Kypr stal opět nezávislým státem. Z tohoto období jsou dochované skalní královské hroby v místě Tamassos.

Stéla nalezená v Kitionu v roce 1845 dokládá vítězství krále Novoasyrské říše (tehdejší velmoc, která ovládala většinu Blízkého východu) Sargona II. (vládl v letech 721–705 př. n. l.) nad sedmi kyperskými králi roku 709 př. n. l. V Sargonově paláci ve městě Chorsábád v dnešním Iráku byl nalezen popis z roku 673/672 př. n. l. od novoasyrského krále Asarhaddona. Ten uvádí království Salamis, Kition, Amathus, Kourion, Pafos a Soli na pobřeží a království Tamassos, Ledra, Idalium a Chytri ve vnitrozemí.

### Nezávislost
Roku 627 př. n. l. po smrti posledního mocného asyrského krále Ašurbanipala se Kypr stal opět nezávislým státem. Z tohoto období jsou dochované skalní královské hroby v místě Tamassos. Hlavním bohem byla babylonsko-asyrská bohyně Ištar, později známá v řecké mytologii jako Afrodita. Afrodita je vyobrazena na mincích ze Salamis. Král Pafosu byl zároveň velekněz Afrodity. Jsou doloženy též zvířecí oběti.

### Egyptská nadvláda
Roku 570 př. n. l. byl Kypr dobyt faraonem egyptské pozdní doby Ahmosem II. Kamenné sochy dokazují prolínání řecké a egyptské kultury.

## Perská nadvláda

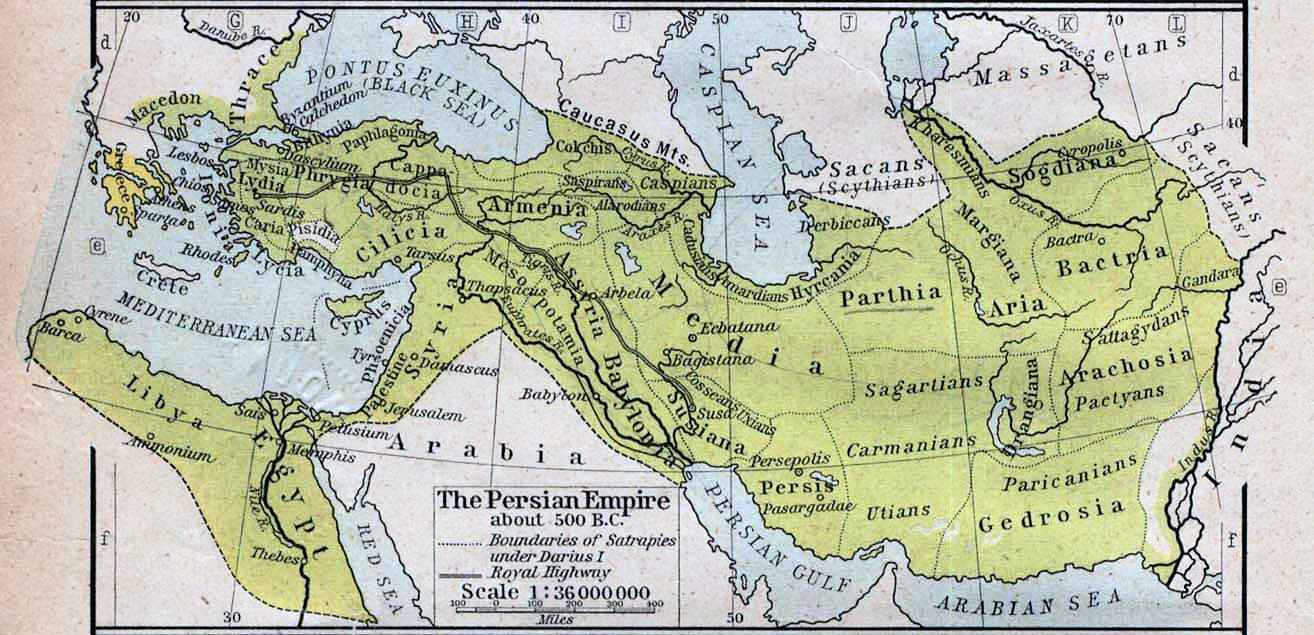
Perská Achaimenovská říše kolem roku 500 př. n. l., v době svého největšího územního rozmachu.

V roce 525 př. n. l. za vlády šáha Kambýse II. dobyla Perská Achaimenovská říše Egypt a spolu s ním i Kypr, nicméně kyperské městské státy měly nadále určitou nezávislost, např. razily vlastní mince. Z této doby je znám např. Evelthon, král města Salamis. Jsou dochovány královské paláce Palaípaphos a Vouni. Paláce byly inspirovány palácem v hlavním městě Perské říše, Perspolis. Města byla opevněna cihlovými zdmi. Chrámy se stavěly zejména ve fénickém stylu.

### Iónské povstání a řecko-perské války
V roce 499 př. n. l. se všechny kyperské státy kromě státu Amathus účastnili iónského povstání, což bylo velké povstání Řeků v Malé Asii v čele s Milétem, které předcházelo řecko-perským válkám. Povstání proti Peršanům na Kypru vedl Onesilos ze Salamis, bratr krále ze Salamis. Krále sesadil z trůnu, jelikož se nechtěl účastnit povstání. V roce 498 př. n. l. bylo povstání na Kypru potlačeno po obléhání měst perskou armádou za vlády perského šáha Dareia I.
I přes určitou míru nezávislosti měl Kypr povinnost perskému šáhovi platit tribut a posílat dodávky vojska a lodí do válečných tažení. Kypr poslal roku 480, když perský šáh Xerxés I. napadl Řecko (druhá fáze řecko-perských válek, před bitvou u Thermopyl), 150 bitevních lodí.

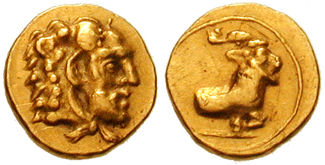
Mince, které razil Euagoras z Élidy (narozen 435 př. n. l., zemřel 374 př. n. l.), který v peloponéské válce podporoval Athénský námořní spolek a po čtyřicet let dominoval kyperské politice.

### Euagoras z Élidy a peloponéská válka
Euagoras z Élidy (narozen 435 př. n. l., zemřel 374 př. n. l.) dominoval kyperské politice téměř 40 let až do své smrti. Během závěrečných let peloponéské války (v letech 431 př. n. l. až 404 př. n. l., mezi Athénským námořním spolkem a Peloponéským spolkem vedeným Spartou) podporoval Athénský námořní spolek. Počátkem 4. století př. n. l. převzal kontrolu nad celým Kyprem a s pomocí Athén se pokusil získat nezávislost na Perské říši.
Králové Kitionu, Amathusi a Soli uprchli do Persie. Persie (za vlády velkokrále Artaxerxa II.) na Kypru zaútočila a Athény Euagorovi příliš nepomohly. V roce 380 př. n. l. Peršané oblehli Salamis a Euagora zajali. Byl donucen se stát zcela závislým na Persii. Roku 374 př. n. l. byl zavražděn.
Roku 344 př. n. l. porazil perský šáh Artaxerxés III. další řecké povstání na Kypru.

## Helénská éra

### Alexandr veliký
V roce 334 př. n. l. Alexandr Veliký zaútočil na Perskou říši. Když porazil v bitvě u Issu roku 333 př. n. l. perského šáha Dareia III., Kypr se vzbouřil proti perským vládcům a přidal se na stranu Alexandra Velikého. Při obléhání Tyru (dnešní Libanon) kyperský král Pnytagoras pomohl Alexandrovi.

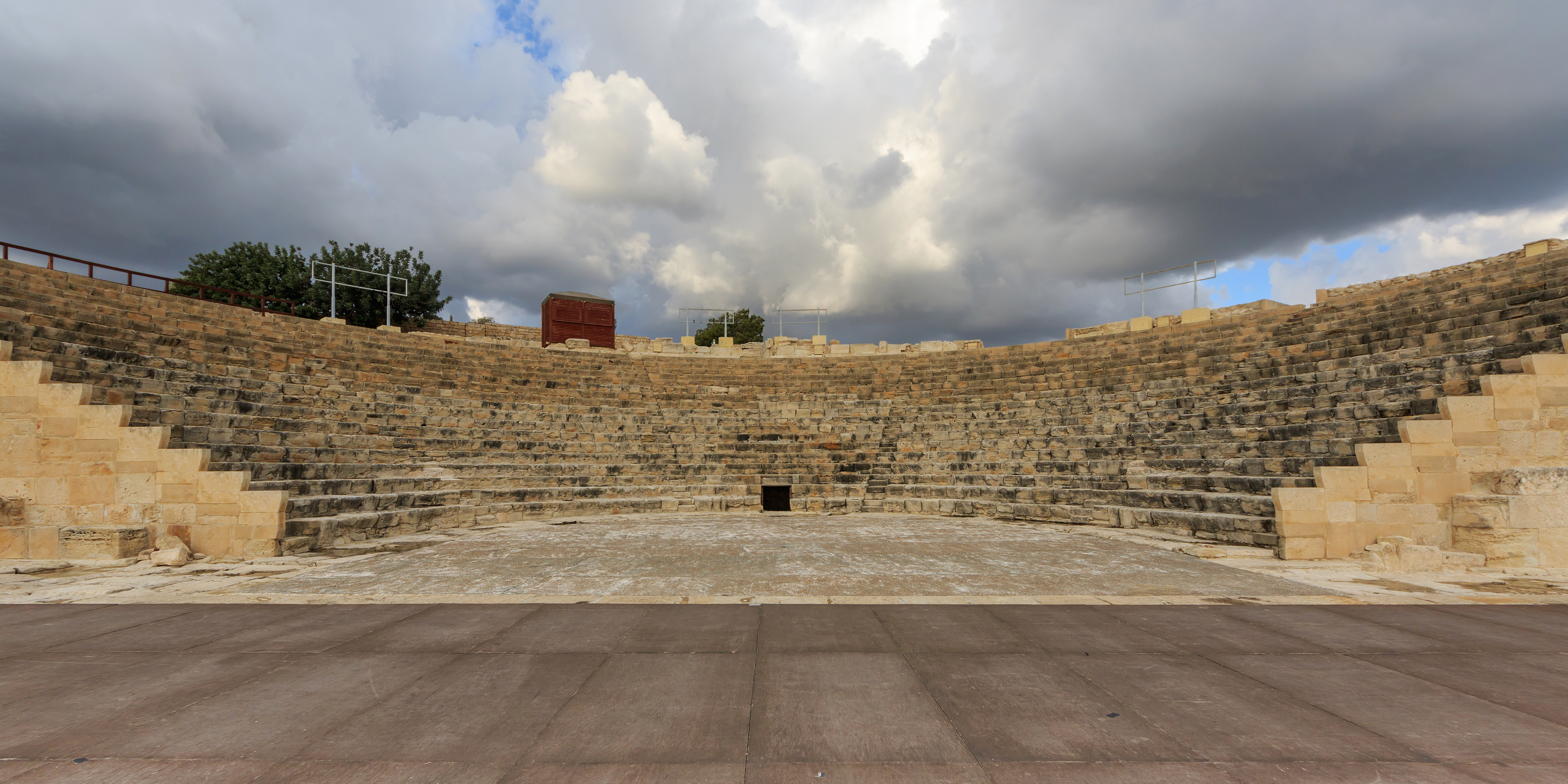
Starověké řecké divadlo ve městě Kourion.

120 kyperských lodí se účastnilo obléhání města. Bitva skončila vítězstvím Alexandra nad Peršany a dobytím této strategické pevnosti. Kyperská armáda během dobývání města obsadila přístav Sidón na sever od Tyru a severní části samotného Tyru.
Alexandrova tažení do Indie se účastnili lodní inženýři z Kypru, Fénicie, Egypta a Kárie, jelikož Alexandr měl v plánu využít indické řeky. Kyperskou armádu v tažení Alexandra Velikého vedl princ Nikoklis (syn krále ze Soli), Nifothona (syn krále Pnytagora ze Salamis).

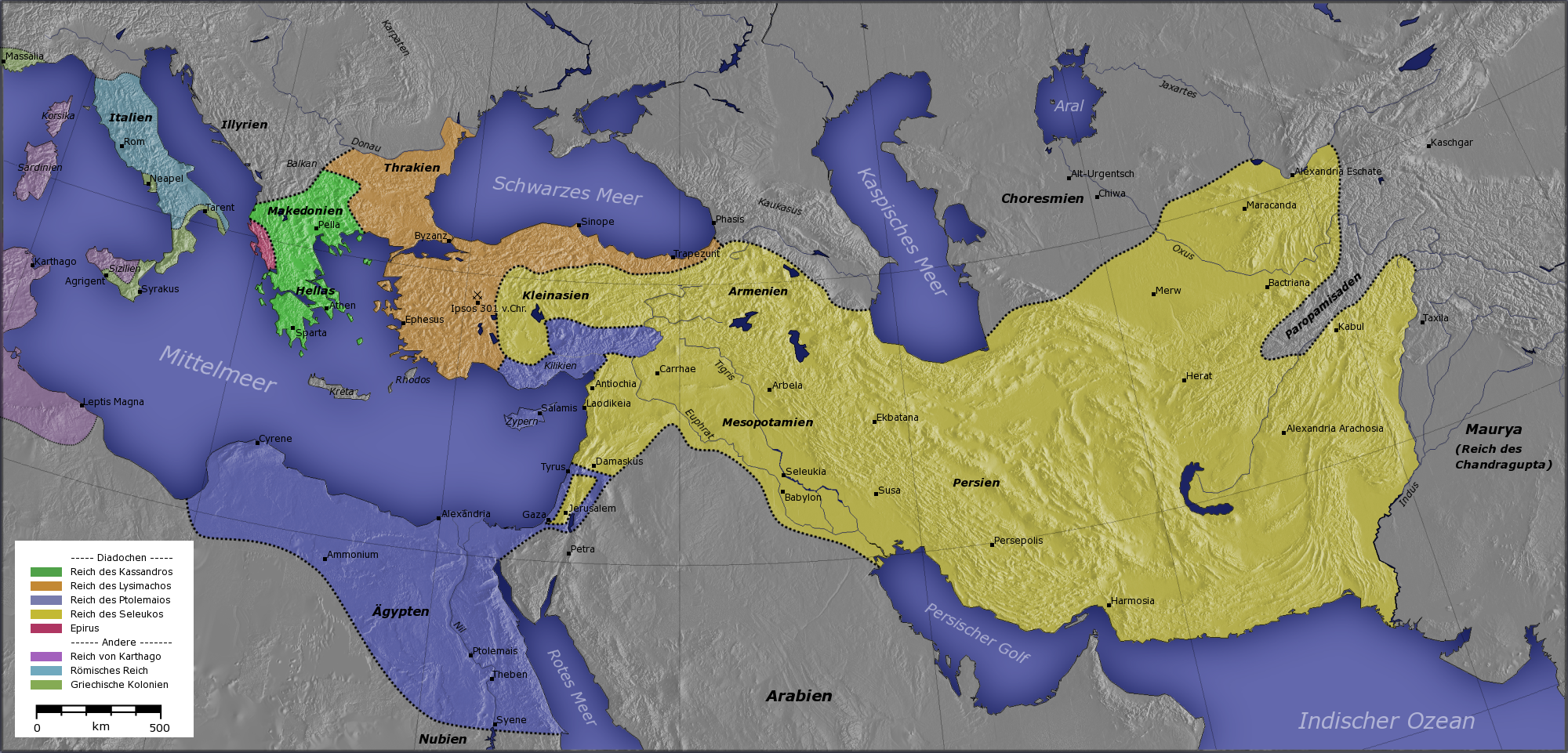
Státy diadochů po bitvě u Ipsu v roce 301 př. n. l. Fialově = Ptolemaiovci, žlutě = Seleukovci.

Kypr měl významné úřednické postavení v rámci říše Alexandra Velikého. Razil však mince s portrétem Alexandra, nikoliv s portréty kyperských vládců. Po jeho smrti roku 323 př. n. l. se stal součástí Ptolemaiovského Egypta. Tou dobou byl již Kypr plně pořečtěn.

### Ptolemaiovci a války diadochů
Po smrti Alexandra Velikého se jeho říše rozpadla. Území si rozdělili jednotliví diadochové. O území Kypru soupeřili Ptolemaiovci z Egypta a Antigonovci z Malé Asie, konkrétně Antigonos I. Monofthalmos = Jednooký (382 př. n. l. – 301 př. n. l.) a Ptolemaios I. Sótér (367 př. n. l. – 283 př. n. l.). Část kyperských království se spojila s Antigonem, část s Ptolemaiem, část chtěla být neutrální. Nejsilnějším z králů byl král města Salamis Nicocreon Kyperský, který silně podporoval Ptolemaia. Spisovatel Flavius Arriános z Nikomédie později uvedl, že Nicocreon měl podporu od Pasikratise ze Soli, Nikoklise z Pafu a Androclese z Amathu. Naopak Praxippos z Lapithu, Poumiaton z Kitionu a Stasioikos z Marionu podporovali Antigonovce. Ptolemaios poslal svým spojencům na Kypr vojenskou pomoc – Seleuka I. Níkátóra (později zakladatele Seleukovské říše). Roku 315 př. n. l. Ptolemaiovci obléhali Kition.
Roku 312 př. n. l. vstoupil na ostrov Ptolemaios I. Sótér s dalšími silami a dobyl Kition a zajal a zabil jeho krále. Později dobyl i další pro-antigonovské státy. Během tohoto roku získali Ptolemaiovci a jejich spojenci kontrolu nad ostrovem, velkou moc získal Nicocreon Kyperský ze Salamis a Nikoklis z Pafu. Nicocreon anektoval Kition a Lapithos, přímo tedy ovládal celý Kypr kromě západní části. Ptolemaios I. Sótér mu svěřil úřad hlavního generála Kypru, čímž Nicocreon ovládal celý ostrov. Vládcové Soli a Pafosu však stále vládli ve svých královstvích. Nicocreon považoval Nikoklise z Pafu za podezřelého, tak ho zatkl, donutil spáchat sebevraždu a povraždil jeho rodinu. Následující rok (311 př. n. l.) Nicocreon zemřel.
Démétrios I. Poliorkétés (337 př. n. l. – 283 př. n. l.), syn Antigona a nový vládce Antigonovské říše vedl války proti ostatním diadochům. Bez většího odporu se vylodil na poloostrově Karpas, Ptolemaios poslal armádu svého bratra Menelaa, která se s Démétriem střetla v námořní bitvě u Salamis roku 306 př. n. l., která skončila vítězstvím Antigonovců. Antigonovci tak ovládli Kypr. Antigonovská říše však upadala od bitvy u Ipsu v roce 301 př. n. l., v níž zemřel Antigonos I. Monofthalmos. Ptolemaiovci později znovuzískali Kypr, na němž vládli guvernéři vyslaní z Alexandrie.

## Součást Římské říše
V průběhu prvního století se Ptolemaiovský Egypt dostával pod vliv sílící Římské republiky. Poté, co poblíž Kypru piráti unesli římského politika Publia Clodia Pulchera, byl egyptský král obviněn Římany z tajné dohody s piráty a Římané zaútočili na Kypr. Roku 58 př. n. l. Cato mladší přímo začlenil Kypr do Římské republiky jako část provincie Kilíkie, která se kromě Kypru nacházela v jižní části Anatolie. V roce 47 př. n. l. Julius Caesar diplomaticky vrátil Kypr Ptolemaiovskému Egyptu, konkrétně královně Kleopatře. Místními vládci Kypru se stali její mladší sourozenci – Arsinoé IV. a Ptolemaios XIV. Theos Filopatór II. 

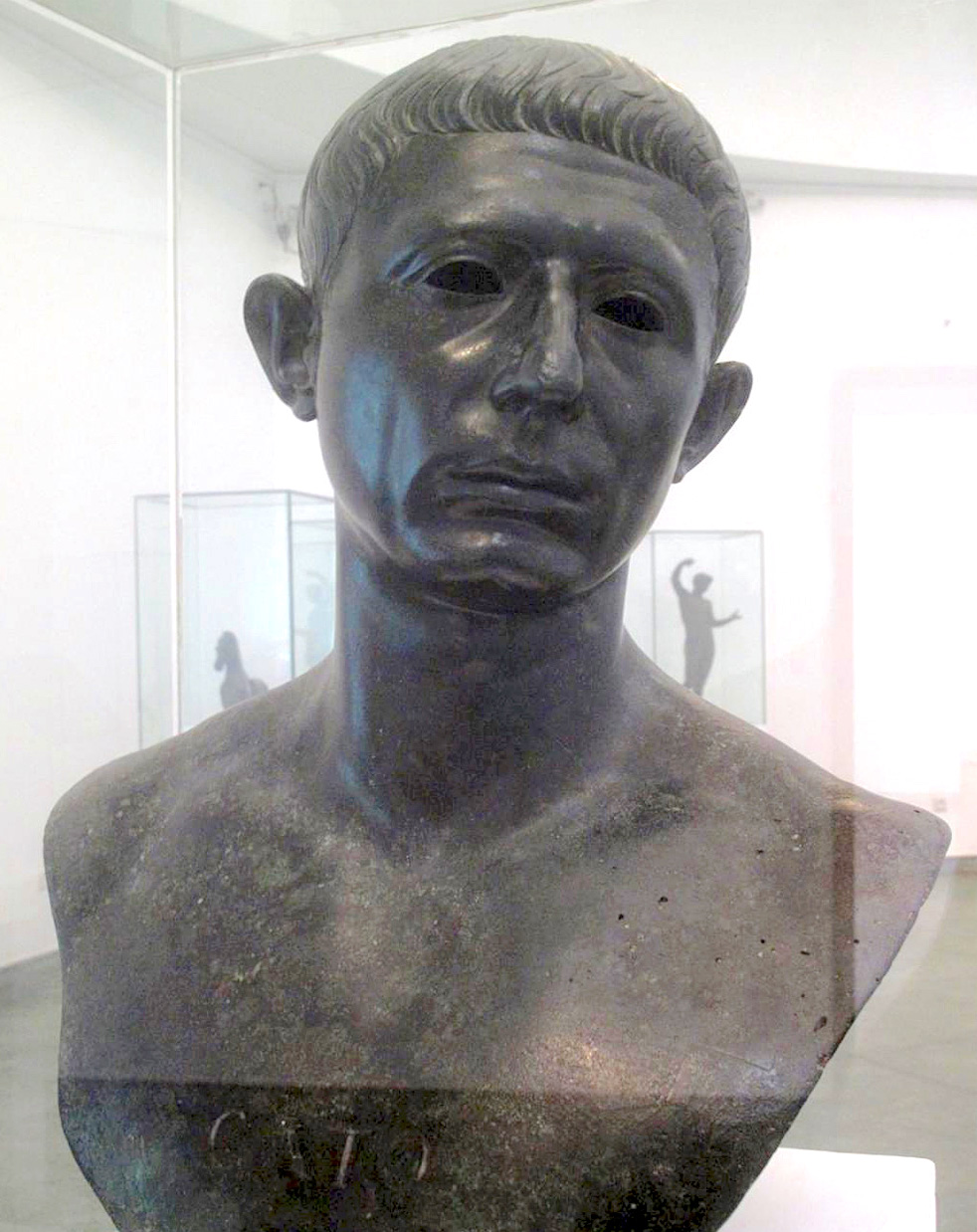
Busta Cata mladšího, který k Římské republice připojil Kypr.

Roku 31 př. n. l. po bitvě u Actia a smrti Kleopatry se však celý Egypt dobytý Octavianem Augustem stal součástí Římské říše. Roku 22 př. n. l. byl Kypr oddělen od provincie Kilíkie a stal se senátní provincií. V roce 15 př. n. l. na Kypru udeřilo zemětřesení, které zničilo většinu Pafu. Roku 16 udeřilo další velké zemětřesení. Roku 45 přišla na Kypr křesťanská misie Svatého Pavla z Tarsu a Svatého Barnabáše. Po zničení Jeruzaléma roku 70 císařem Vespasianem uprchlo na Kypr mnoho Židů. V roce 342 a poté v roce 365 postihly Kypr silná zemětřesení.

## Součást Byzantské říše

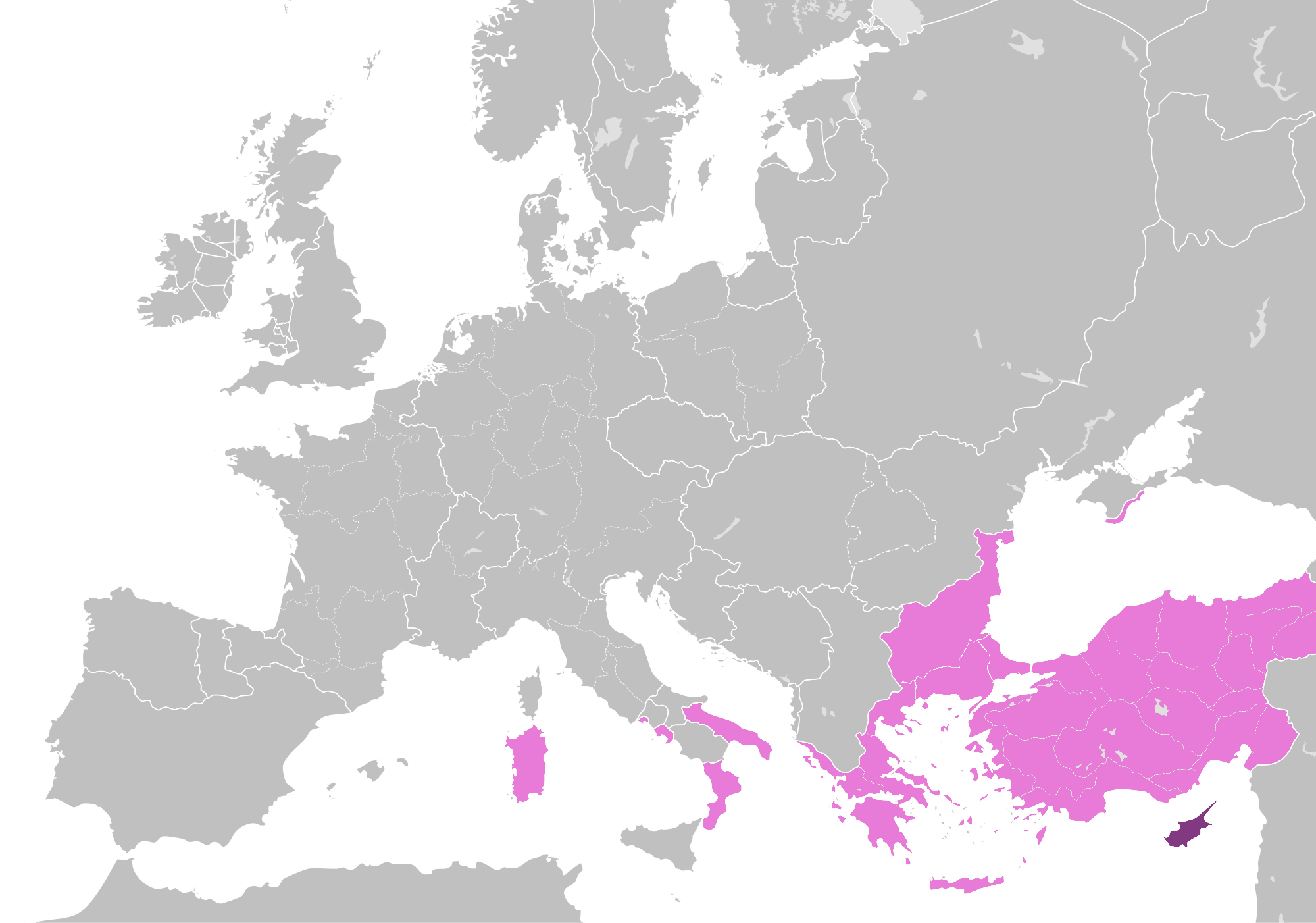
Byzantská říše v roce 1000. Tmavě označeno Thema Kypr, světle zbytek říše.

Po rozdělení Římské říše se Kypr stal součástí Východořímské říše, později Byzantské říše. Během římské nadvlády se udržela řečtina a řecká kultura. Roku 431 vznikla Kyperská pravoslavná církev jejímž představitelem je arcibiskup.

### Soupeření Byzantské říše a muslimů
Roku 649 na Kypr zaútočili muslimští Arabové z Rášidského chalífátu. Chalífa, který vedl útok, se jmenoval Mu'ávija I. Chalífa dobyl město Salamis. Muslimové město Salamis zničili a jeho obyvatelé uprchli převážně do Famagusty. V roce 650 celý Kypr dobyl islámský generál Abu al-A'war. Kypr se tak stal součástí Rášidského chalifátu a byl sídlem pro trvalou posádku 12 000 vojáků. Roku 656 se ostrov dostal pod kontrolu arabské dynastie Ummajovců. Roku 688 se císař Justinián II. dohodl s chalífou Abdulmalikem, že ostrov bude spravován společně jako kondominium a to navzdory tomu, že muslimové proti Byzantské říši na pevnině dlouhodobě válčili. Daně z Kypru byly rozděleny na polovinu.
Basil I. koncem devátého století získal Kypr zpět, avšak o 7 let později se z něj opět stalo kondominium. Roku 911, když v Byzanci vládl císař Leon VI. Moudrý obyvatelé Kypru pomohli byzantské flotile admirála Himeria. V reakci na to muslimové v čele s Řekem Damianem z Tarsu, který konvertoval k islámu, přepadli Kypr. Muslimové z Abbásovského chalifátu ostrov čtyři měsíce pustošili a unesli mnoho zajatců.

### Thema Kypr

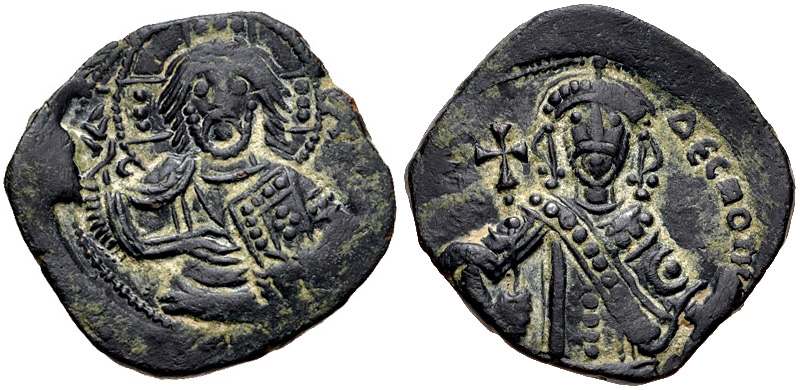
Mince, které nechal razit uzurpátor Kypru Izák Komnenos mezi lety 1185 a 1191. Je na nich vyobrazen on.

V roce 965 se za vlády císaře Nikefora II. Foka podařilo byzantskému generálovi jménem Niketas Chalkoutzes Kypr získat zpět. Tím vzniklo Thema Kypr. Themata byla základní správní a vojenské oblasti Byzantské říše.
Roku 1042 se na Kypru vzbouřil guvernér Theophilos Erotikos a roku 1092 guvernér Rhapsomates. Obě povstání byla potlačena.
Kypr pomohl křižáckým vojskům během jejich první bitvy (obléhání Antinochie) v letech 1097 a 1098.
Roku 1185 byl propuštěn z byzantského vězení Izák Komnenos z významného byzantského rodu Komnenovců. Naverboval žoldnéřskou armádu a přeplavil se na Kypr, kde tamním úředníkům předložil padělané dokumenty, že je císařem pověřen jako guvernér Thamatu Kypr. Izáka podporoval Vilém II. Sicilský, král Sicílie (včetně budoucího Neapolského království). Byzantské říši se nepodařilo získat zpět kontrolu nad Kyprem.

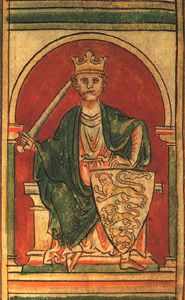
Anglický král Richard I. Lví srdce dobyl Kypr během třetí křížové výpravy, kdy svrhl uzurpátora Izáka Komnena. Ostrov předal templářům a později ho získal bývalý jeruzalémský král Guy z Lusignanu.

## Nadvláda Anglického království a Řádu templářů

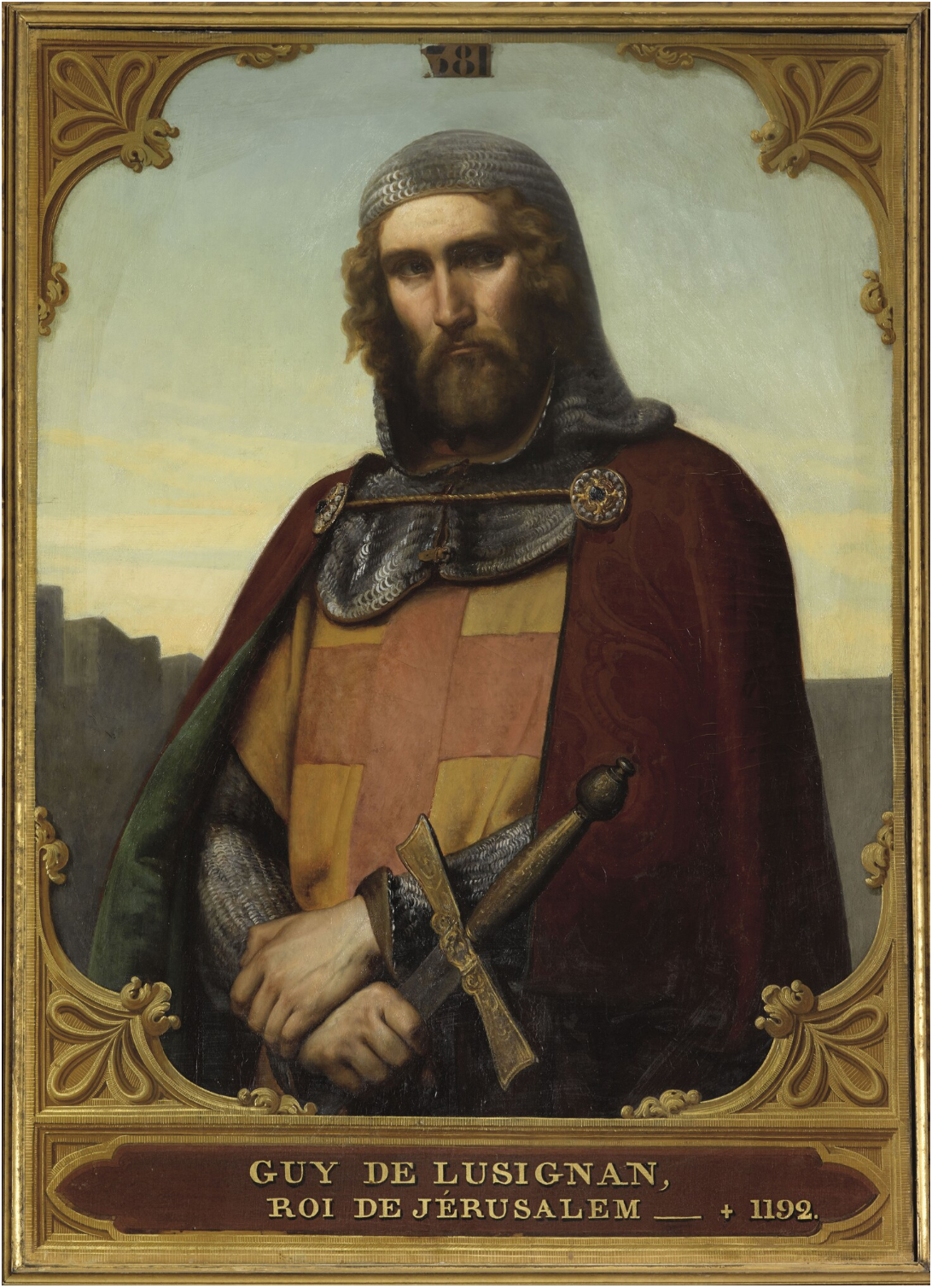
Guy z Lusignanu, bývalý jeruzalémský král uprchl na Kypr k Richardu I. Lví srdce. Výměnou za to, že se vzdal titulu jeruzalémského krále (tehdy byl již Jeruzalém ovládán muslimy) v prospěch Konráda z Montferratu, dostal Kyperské království, jehož se stal prvním králem.

Tři lodě anglického krále Richarda I. Lví srdce třetí křížové výpravy ztroskotal na Kypru 1. června roku 1191 a byl zajat Izákem v přístavu Lemeses. Když v Lemesu přistála Richardova sestra Johana Anglická a jeho nevěsta Berengarie Navarrská, Izák odmítl jejich žádost o výstup pro doplnění zásob vody. Richard přistál na Kypru a v bitvě porazil Izáka. Mnozí kyperští šlechtici se přidali na stranu Richarda a Izák nabídl Richardovi jako výkupné 500 vojáků a 20 000 zlatých a svou dceru Damsel. Po tomto slibu uprchl na hrad Kantara na severovýchodě Kypru.
12. května 1192 se Izák pokusil o útěk z ostrova na pevninu. Byl však zajat na východě ostrova a uvězněn křižáky na hradě Marqab v Antinochijském knížectví na území dnešní Sýrie. Později Izák odcestoval do Rúmského sultanátu, se kterým se chtěl spojit proti novému byzantskému císaři Alexiovi III. Angelovi. Richard nechal na Kypr vojenské jednotky a odplul do Svaté země. Samotná správa ostrova byla předána Richardovi z Camville a Robertovi z Thornham. Richard I. Lví srdce Kypru zvýšil daně výměnou za zachování kyperských zvyků a zákonů. Později zde vypuklo povstání, které potlačil Richard z Camville, který vůdce povstání pověsil, s čímž nesouhlasil Richard I. Lví srdce. Informace o krátké anglické vládě na Kypru jsou dostupné zejména z kronika z anglického opatství Meaux Abbey.
Richard I. Lví srdce prodal Kypr templářům za 100 000 Bezantů, přičemž 40 000 z nich mělo být zaplaceno okamžitě a dalších 60 000 ve splátkách. Po kyperském povstání roku 1192 vzali templáři koupi ostrova zpět.

## Kyperské království
V roce 1187 muslimové v čele se Saladinem dobyli Jeruzalém, jehož král Guy z Lusignanu byl zajat. Další rok byl propuštěn a z muslimského území unikl do Tyru, kde mu však Konrád z Montferratu odmítl poskytnou azyl, jelikož soupeřili o jeruzalémský trůn (respektive o titul jeruzalémského krále, jelikož město již bylo ovládané muslimy). Roku 1191 Guy odplul z Akkonu do Lemesu na Kypr, kde získal azyl u Richarda I. Lvího srdce, kterého podpořil v boji s Izákem a ten ho výměnou za to podporoval ve sporu o jeruzalémský trůn. Spor nakonec rozhodla volba místní šlechty. Konrád z Montferratu získal titul jeruzalémského krále a Guy z Lusignanu se stal králem Kypru. Roku 1192 tak vznikl tak nový stát – Kyperské království.

Vlajka Kyperského království.

Roku 1194 Guy z Lusignanu bezdětně zemřel , tudíž se dalším králem Kypru stal jeho starší bratr Amaury II. z Lusignanu (vládl 1194–1205). Kyperské království bylo uznáno císařem Svaté říše římské Jindřichem VI. Štaufským, který mu oficiálně udělil titul krále Kypru. Dalším králem byl Hugo I. Kyperský, který se účastnil páté křížové výpravy.
Po jeho smrti během dětství krále Jindřicha I. Kyperského vládl regent Jan I. z Ibelinu, pán z Bejrútu. Císař Svaté říše římské Fridrich II. Štaufský (který také vydal Zlatou bulu sicilskou, kterou vznikl dědičné České království) však Jana I. z Ibelinu svrhl a sám se stal regentem Kyperského království. Za císařovy nepřítomnosti se však Jan z Ibelinu opět dostal k moci. Kyperské vojsko se s Fridrichem střetlo roku 1232 v bitvě u Agridi, kde Kypřané zvítězili.
V roce 1291 padl Akkon na území dnešního Libanonu, poslední křižácké město na pevnině. Kypr tak zůstal posledním v praxi existujícím křižáckým státem. Následně se většina kyperských králů příliš neangažovala v zahraniční politice.
V letech 1347 až 1348 na Kypr přišel mor, konkrétně černá smrt. Kvůli morové ráně se snížila populace o pětinu až třetinu.

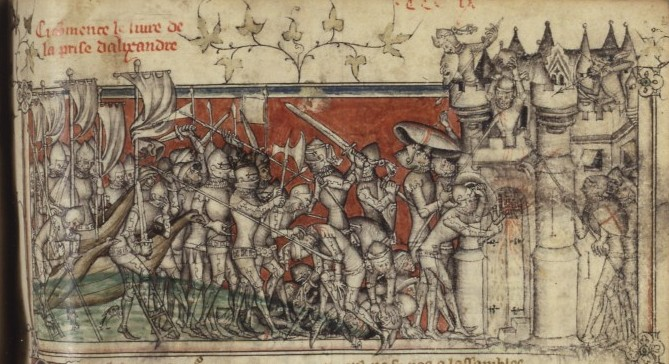
Alexandrijská křížová výprava v roce 1365. Kyperský král Petr I. Kyperský 9. 10. 1365 dobyl Alexandrii, ovšem z důvodu blížící se armády Mamlúckého sultanátu musel Egypt opustit. Malba pochází ze 14. století od Guillauma de Machauta, který působil jako sekretář českého krále Jana Lucemburského.

Výjimkou byl Petr I. Kyperský (vládl 1359–1369), který vedl alexandrijskou křížovou výpravu. Nejprve pomohl křesťanskému Arménskému království v Kilíkii proti Turkům. V lednu 1360 vyslal armádu do Malé Asie na pomoc Arménům proti muslimům v bitvě o Korikos. Později Turci v odvetném útoku zaútočili na samotný Kypr, útok se však podařilo odrazit. V srpnu 1361 se Petr I. Kyperský vylodil v Antalyi a dobyl ji.
Tři roky cestoval po Evropě a snažil se obnovit nadšení pro křížové výpravy, což se mu nepodařilo. V roce 1365 vedl alexandrijskou křížovou výpravu proti Mamlúckému sultanátu, který se nacházel na území dnešního Egypta a východního středomoří. Spolu s Petrem I. se ji zúčastnila vojska Benátské republiky a Maltézského řádu z Rhodu. 9. října 1365 přistál v Alexandrii. První menší úder křižáků proběhl proti přístavu a zaměstnal obránce města. Poté proběhl hlavní a nečekaný úder v jiné části města a křižáci dobyli Alexandrii. Král Petr I. Kyperský však věděl, že nemá sílu město udržet. Pravděpodobně 12. října se přiblížila mamlúcká armáda, a tudíž Petr se svým vojskem odplul z Egypta pryč.
V roce 1369 byl zavražděn Petr I. Kyperský a nastoupil nezletilý Petr II. Tlustý. Na ostrově vypukly místní boje o moc. Během korunovace Petra II. 6. ledna 1372 propukl ve Famagustě pouliční boj mezi Benátčany a Janovany. V roce 1374 se ostrov vzdal Janovské republice, která získala přístav Famagusta.

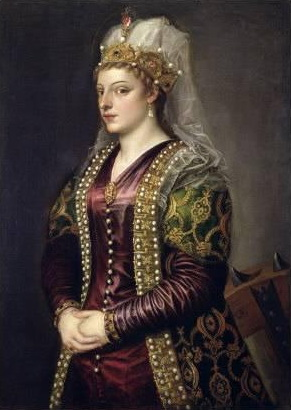
Kateřina Cornaro, původem z Benátek, se po smrti svého manžela kyperského krále Jakuba II. Kyperského i svého syna Jakuba III. Kyperského stala královnou Kypru. Byla posledním panovníkem Kypru, než byla roku 1489 donucena předat Kypr pod přímou správu Benátské republiky.

V roce 1426 se na Kypru vylodila vojska Mamlúckého sultanátu z Egypta, král Janus byl zajat a Kypr se stal závislým na Egyptu. Z egyptského vlivu se však Kypr postupně vymanil. Poslední vládnoucí král Kypru Jakub II. Kyperský, který se roku 1468 oženil s dcerou významné rodiny z Benátské republiky, Kateřinou Cornaro. Po jeho smrti vládla místo nezletilého dědice Jakuba III. Kyperského jako regentka jeho matka Kateřina Cornaro. Roku 1474 dědic Jakub III. Kyperský zemřel na malárii, Kateřina Cornaro se tak stala vládnoucí královnou Kypru. 14. března 1489 byla Kateřina Cornaro donucena předat Kypr Benátské republice.

### Společnost
Ekonomika Kyperského království byla založena na zemědělství, zejména exportu vína a cukru. Právě za království se na ostrově rozvinul textilní průmysl, Famagusta se stala centrem pro výrobu lodí a na ostrov dorazily benátské bankovní domy. Většina obyvatel království byli Řekové. Přistěhovalci ze západní Evropy tvořili menšinu a byli soustředěni ve městech.
Přistěhovalci ze západu nikdy netvořili více než čtvrtinu populace. Němci a Francouzi se soustředili v Nikósii, Italové ve Famagustě. Porážky křesťanských křižáckých států během 70. a 80. let 13. století až definitivní konec křižáckých států ve Svaté zemi při pádu Akkonu roku 1291, přivedly na Kypr mnoho katolických, maronitských a arménských křesťanských uprchlíků před islámem. Křesťanští arménští, maronitští a syrští uprchlíci žili na úpatích pohoří Kyrenia. Kyperští králové nijak nepotlačovali řecký jazyk a řeckou kulturu. Řekům byly ponechány vlastní soudy. Za Kyperského království nedocházelo k mnoha povstáním, jediné větší bylo rolnické povstání v letech 1426–1427.

## Součást Benátské republiky
Benátská republika byl ve své době mocný a bohatý stát, který kromě rozsáhlých oblastí na severovýchodě Itálie ovládal také Dalmácii, Krétu, Iónské ostrovy a část ostrovů v Egejském moři. Většinu obyvatel tvořili pravoslavní Řekové. Benátčané podporovali katolicismus, avšak nikoho nenutili ke konverzi. Hlavním městem Kypru se stala Nikósia, která byla důkladně opevněná kvůli Turkům.

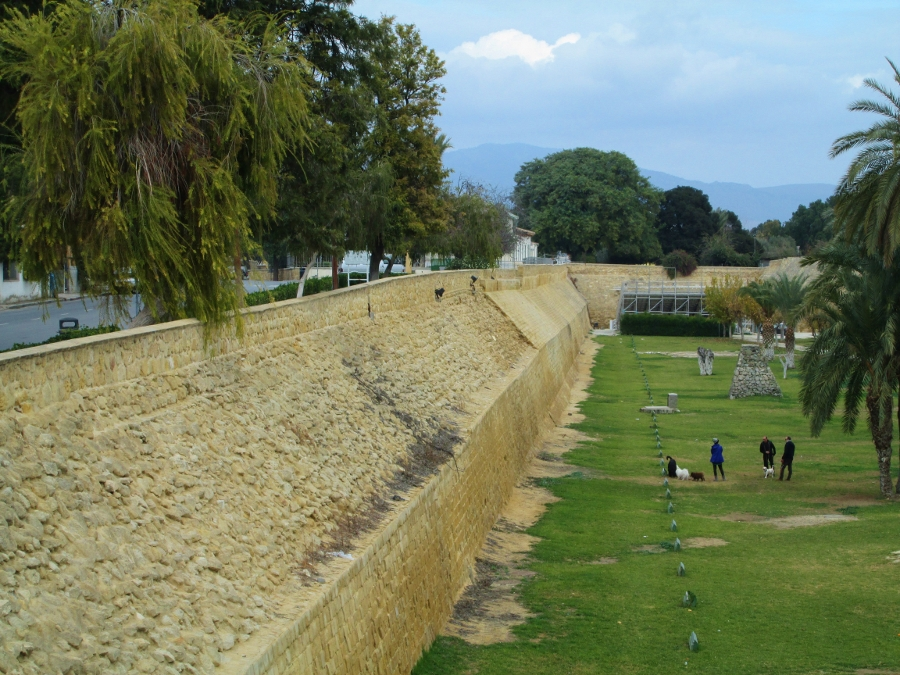
Dodnes dochované benátské opevnění z roku 1567, které mělo chránit Nikósii před Osmanskou říší.

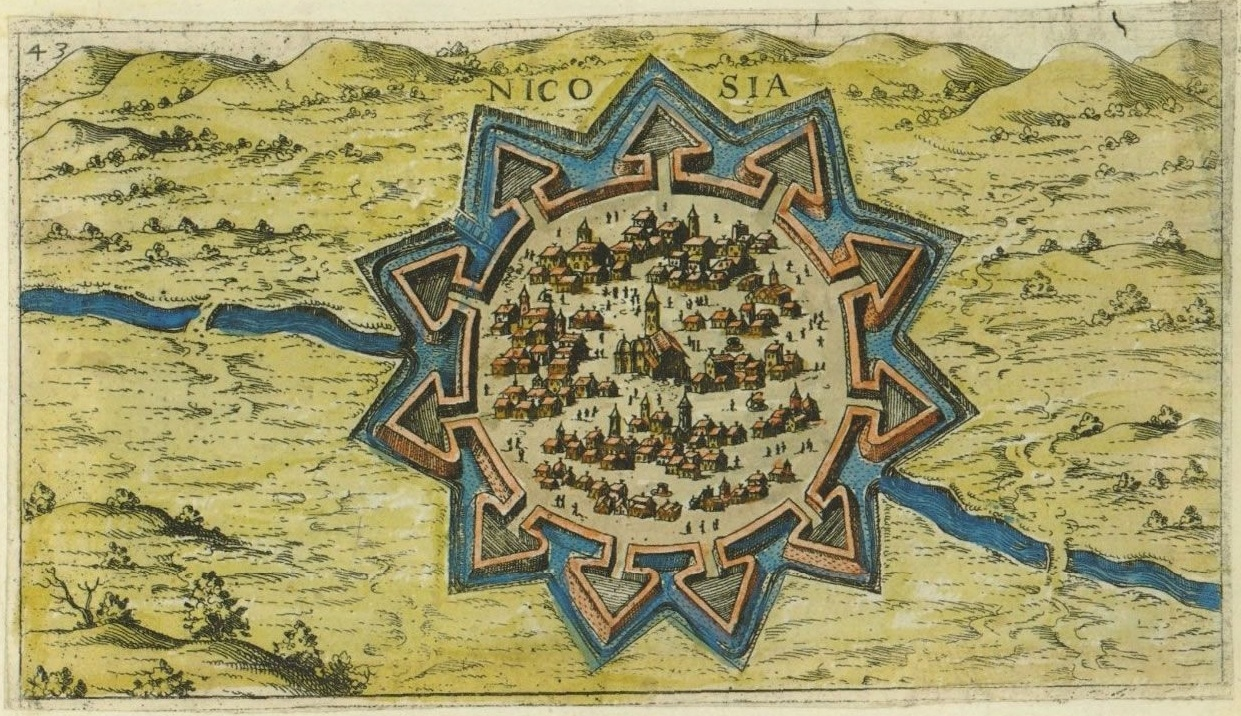
Dobové zobrazení benátského opevnění Nikósie od Giacoma Franca.

V časech, kdy Benátská republika získala Kypr, tedy v roce 1489, byla regionální mocností Osmanská říše, která již ovládala celé pevninské Řecko. Již v prvním roce Benátské vlády Turci vpadli na ostrov. Vylodili se na Karpasu, což je severovýchodní cíp ostrova, plenili, drancovali, vraždili a unášeli obyvatele do otroctví. Roku 1536 turecká flotila zničila Lemesos. Benátčané ve strachu z Turků opevnili Famagustu, Nikósii a Kyrenii, zbytek ostrova však zvládli bránit jen velmi obtížně. Roku 1567 bylo přestavěno opevnění Nikósie, staré hradby postavené křižáky byly zbořeny. Hradby z roku 1567 se částečně dochovaly dodnes. Tok řeky Pedieos byl ze strategických důvodů odkloněn.

## Turecká nadvláda
V létě 1570 Turci opět přepadli Kypr. Jednalo se o součást osmansko-benátské války (1570–1573).

### Pád a vyvraždění Nikósie
60 000 vojáků včetně dělostřelectva a kavalérie se vylodilo pod vedením velkovezíra Laly Mustafy Pašy nedaleko Lemesu a 2. července 1570 obklíčili Nikósii. 9. září téhož roku Turci město dobyli a začalo masové vraždění a ničení. Islámští Turci zavraždili 20 000 obyvatel města. Jen menší část obyvatel nezavraždili, ale tu unesli do otroctví. Zničili všechny kostely ve městě.

### Pád a vyvraždění Famagusty
O několik dní později padla i Kyrénie. Famagusta byla napadena 15. září 1570, jejíž obraně velel Astorre Baglioni. Město bránilo 8 500 mužů, kteří měli k dispozici celkem 90 děl. Počet obléhatelů činil přibližně 200 000. Začátkem roku 1571 se Turci pětkrát pokusili o průlom. Při těchto útocích ztratili přibližně 52 000 mužů. Místním obyvatelům však došly zásoby jídla. V červenci bylo schopno bránit město jen sedm set vojáků z původních 8 500. 1. srpna nabídl velitel obrany Marco Antonio Bragadin mír pod podmínkou, že obyvatelům bude umožněno se přestěhovat na Krétu. Lala Mustafa Paša s podmínkami kapitulace souhlasil, avšak jakmile vstoupil do města, začal vraždit jeho obyvatele. Všechny křesťany ve městě zavraždil. Lala Mustafa Paša veliteli obránců Bragadinovi osobně uřízl ucho. 7. října sice Benátčané porazili Turky v námořní bitvě u Lepanta, ale Kypr to již nezachránilo. Kypr se tak dostal na několik staletí pod islámskou nadvládu.

### Nadvláda
Pod tureckou nadvládou se z Kypru stal ejálet Osmanské říše. Na ostrov se stěhovali Turci, zejména vojáci se svými rodinami, kteří získávali pozemky. Za turecké vlády bylo postaveno mnoho mešit a také akvadukt, který dopravoval vodu do Larnaky.

### Řecká osvobozenecká válka a vraždění Řeků Turky
Řecká osvobozenecká válka (1821–1829) probíhala také na Kypru. Turci si počínali mimořádně krutě a vyvražďovali bezbranné civilisty. 15. října 1821 Turci oběsili arcibiskupa, pět biskupů a 36 kněží. Turci zavraždili většinu Řeků v Larnace. Do září 1822 bylo zničeno a vyhlazeno 62 řeckých vesnic na Kypru.

## Britská správa
V letech 1877 a 1878 proběhla rusko-turecká válka, kterou Osmanská říše prohrála, přičemž ruská vojska osvobodila Bulharsko a dostala se až před Istanbul. Válka skončila Sanstefanskou mírovou smlouvou, která měla být stvrzena na Berlínském kongresu. 4. června 1878 uzavřela Osmanská říše s Velkou Británií tajnou dohodu, že Kypr pronajme Británii výměnou za to, že Británie bude na kongresu podporovat Osmanskou říši a že bude Kypr využívat pro ochranu říše před Ruskem. Britové museli každoročně platit sultánovi poplatky za držení Kypru. Pro Brity ostrov představoval klíčové místo pro plavby do Indie, jelikož již byl otevřen Suezský průplav. Roku 1906 byl otevřen nový přístav ve Famagustě. V roce 1907 ostrov navštívil Winston Churchill.

### Britská kolonie

Kypr v roce 1973 – žlutě oblasti s řeckou většinou, fialově oblasti s tureckou většinou, červeně britské základny Akrotiri a Dekelia.

Na přelomu října a listopadu 1914 vstoupila Osmanská říše do první světové války na straně Ústředních mocností. 5. listopadu 1914 Velká Británie ostrov oficiálně anektovala. Britskou anexi Kypru potvrdila Sèvreská smlouva z roku 1920 i Lausannská smlouva z roku 1923 (jednalo se o smlouvy uzavřené po první světové válce s Osmanskou říší). V roce 1925 se Kypr stal britskou korunní kolonií. Roku 1948 řecký král Pavel I. Řecký uvedl, že si přeje, aby se Kypr stal součástí Řecka, jelikož většinu jeho obyvatel tvoří Řekové. V roce 1950 uspořádala Kyperská pravoslavná církev referendum o nezávislosti Kypru. 95,71% hlasujících hlasovalo pro vznik unie s Řeckem. Arcibiskup Makarios III. usiloval o odchod Britů mírovou cestou, avšak 9. března 1956 byl deportován na Seychely.

### Konflikt
V letech 1955 až 1959 probíhal na Kypru konflikt menší intenzity mezi Brity a Národní organizací kyperských bojovníků (EOKA, Απελευθερωτικός Αγώνας της Κύπρου). EOKU vedl George Grivas. Měl krycí jméno Digenis. Před boji na Kypru vedl nacionalistickou organizaci Organizace X., která bojovala proti genocidní okupaci Řecka ze strany nacistického Německa a fašistické Itálie. EOKA byla nacionalistická, silně konzervativní a antikomunistická organizace, jejíž ideové zaměření vytvořil zejména Grivas.
Turci vytvořili Tureckou organizaci odporu (TMT, Türk Mukavemet Teşkilatı), jejíž členové byli mudžáhidi (tedy bojovníci za džihád, tedy islámskou svatou válku). Mudžáhidy tajně podporovalo Turecko.
Povstání vypuklo 1. dubna 1955. 26. listopadu byl vyhlášen nouzový stav. Masové demonstrace na Kypru vyvolala poprava povstalce Michalakise Karaolise. Byl popraven Brity roku 1956. Situací se zabývalo OSN. Spojení Kypru a Řecka bylo odmítnuto.

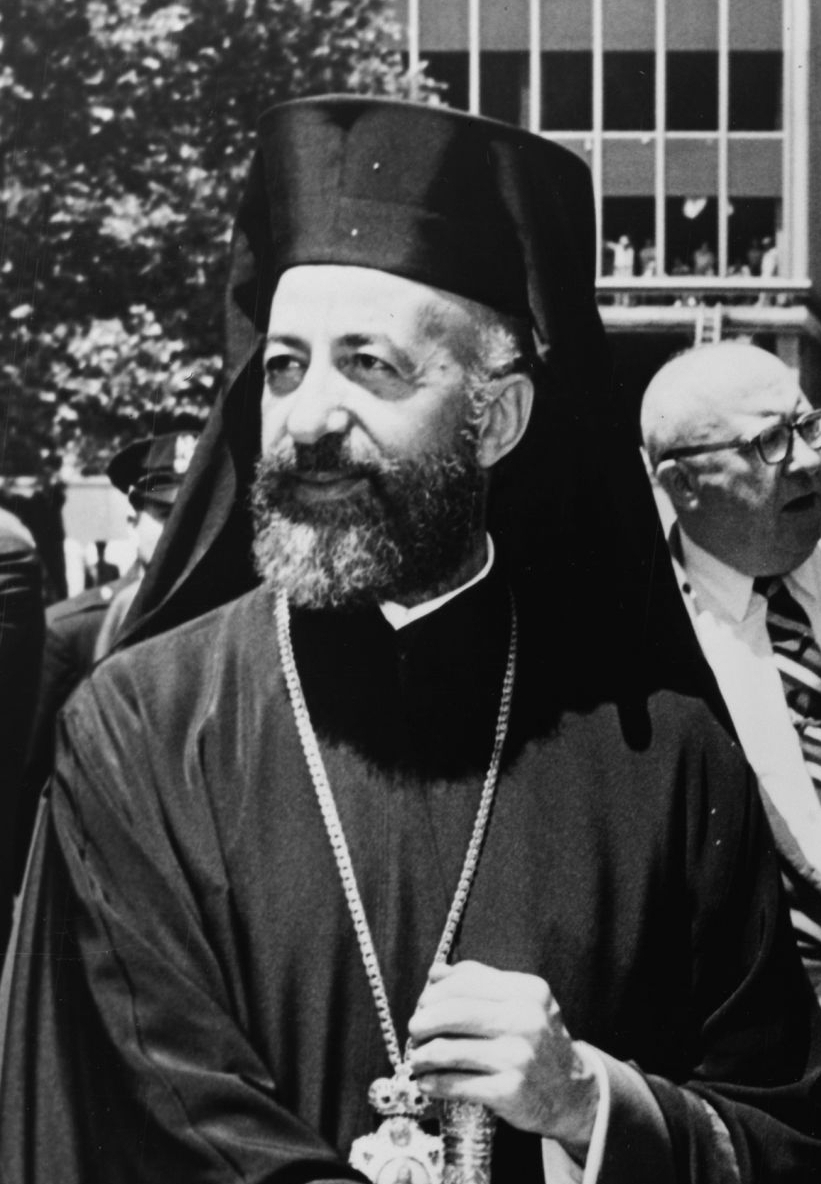
Arcibiskup Kyperské pravoslavné církve a první prezident Kypru Makarios III. (Michail Christodoulou Muskos).

### Smlouva z Curychu
19. února 1959 byla v Curychu uzavřena dohoda. Velká Británie, Řecko a Turecka se měly stát garantem celistvosti Kypru. Počítala s tím, že:
- Kypr se stane nezávislým státem.
- Turecká organizace Taksim a řecká Enosis budou zakázány.
- Řecké a turecké vojenské síly budou na ostrově v poměru 3:2.
- Prezidentem bude Řek volený kyperskými Řeky, viceprezidentem Turek volený kyperskými Turky.
- Kabinet bude tvořen sedmi Řeky vybranými prezidentem a třemi Turky vybranými viceprezidentem.
- Spojené království si ponechá vojenské základny Akrotiri a Dekelia.

## Nezávislost a turecká invaze
16. srpna 1960 získal Kypr nezávislost. 13. prosince 1960 byl zvolen prezidentem arcibiskup Makarios III. (Michail Christodoulou Muskos). Roku 1961 se Kypr stal členem Organizace spojených národů.

### Snaha o kompromis
21. prosince 1963 se turecké demonstrace mění v pouliční násilí. Dean Acheson, bývalý americký ministr zahraničí, v roce 1965 navrhl kompromis, že Kypr bude sjednocen s Řeckem, ale Turecko bude ovládat území na poloostrově Karpas (10 % či 11 % území ostrova) a Turkům, kteří nebudou chtít odejít do tureckého území, bude na Kypru dána značná autonomie. Tento plán nikdy nevešel v platnost, protože Turecko odmítlo na tento kompromis přistoupit.

### Turecká invaze
V červenci 1974 proběhla na Kypru revoluce, prezident Makarios III. byl svržen. 20. července 1974 Turecko přepadlo Kypr. Turecká armáda se vylodila v severní části ostrova a obsadila území dnešní mezinárodně neuznané Severokyperské turecké republiky. Během července padla vláda pučistů, přesto turecká armáda pokračovala v agresivní válce, včetně bombardování kyperských měst. 18. srpna skončily boje a Turecko dodnes vojensky okupuje severní část Kypru. V roce 1983 byla na okupovaném území vyhlášena samozvaná Severokyperská turecká republika, kterou uznává pouze Turecko. Organizace spojených národů považuje její území za Tureckem okupovanou část Kyperské republiky.
Turečtí dobyvatelé obsadili 36,2% území Kypru. Na dobytém území tvořili před invazí Turci pouze 20% obyvatelstva. 120 000 Řeků bylo z dobytého území násilně deportováno ze svých domovů. Během invaze Turci zabili přibližně 6 000 Řeků.

### Nejnovější dějiny
Před vstupem Kypru do Evropské unie navrhla OSN plán na znovusjednocení země, o kterém se v obou částech ostrova hlasovalo v referendu 24. dubna 2004. V referendu tento plán podpořilo 65 % obyvatel Severního Kypru, ale v jižní části získal podporu pouze 24 % obyvatel. Evropská unie vyjádřila nad výsledkem referenda zklamání a poskytla Severokyperské republice 259 milionů euro na hospodářský rozvoj a zmírnění izolace tureckokyperské komunity. Do Evropské unie tak 1. května 2004 vstoupila pouze mezinárodně uznaná jižní část ostrova. V lednu 2008 byla zrušena kyperská libra a země vstoupila do eurozóny.
Při výbuchu muničního skladu 11. července 2011 zemřelo 12 lidí a přes 60 jich bylo zraněno. Byl to jeden z nejsilnějších nejaderných výbuchů v historii. Následný požár vyřadil z provozu elektrárnu, která na Kypru vyráběla asi polovinu elektřiny.
V letech 2012–2013 zasáhla zemi finanční krize. Před hrozícím bankrotem ji ochránila půjčka 10 miliard euro, přičemž řada movitějších bankovních klientů přišla o úspory.
V roce 2020 Turecko těžilo ropu a zemní plyn v kyperských a řeckých vodách. Po kritice tureckého jednání ze strany Řecka a Kypru zorganizovalo Turecko námořní vojenské cvičení nedaleko Kypru. V říjnu 2020 těsně zvítězil v severokyperských prezidentských volbách dosavadní premiér Ersin Tatar, který podporuje dva státy na ostrově a užší vazby s Tureckem.
V letech 2020 a 2021 byl Kypr zasažen pandemií covidu-19. Ke dni 15. srpna 2021 si pandemie vyžádala 454 životů, což je vzhledem k počtu obyvatel pátý nejnižší počet zemřelých v Evropě, avšak jedná se o výrazně vyšší počet úmrtí než např. v zemích východní Asie.